# Grójec
Grójec é um município da Polônia, na voivodia da Mazóvia e no condado de Grójec. Estende-se por uma área de 8,57 km², com 16 607 habitantes, segundo os censos de 2016, com uma densidade de 1937,8 hab/km².